# Higgs-partikel
Higgs-partikel eller higgs-boson er en elementarpartikel, der blev forudsagt af Peter Higgs (og fem andre forskere), fra hvem partiklen har navn. Partiklen er en boson og skal være ansvarlig for Higgs-feltet, som er et felt, der strækker sig igennem hele Universet og giver andre partikler masse.
Higgs-partiklen kendes også som "Gude-partiklen", men dette navn opstod ved en fejltagelse, da den amerikanske fysiker, Leon Lederman, i 1993 skrev en bog kaldet "The Goddamn Particle", og forlaget tænkte, at den ville sælge bedre, hvis den blev omdøbt til "The God Particle".

## Offentliggørelsen d. 4. juli 2012
Centeret for partikelfysik CERN ved Geneve kunne d. 4. juli 2012 offentliggøre to målinger foretaget med partikelacceleratoren LHC, der begge med en sandsynlighed på 5 sigma kunne vise, at der ved protonsammenstød var fundet en partikel. Partiklen menes at være higgs-partikel, da de to deler egenskaber.

## Vakuum
I mange år har fænomenet "vakuum" været defineret som et rum tømt for enhver form for partikler. Ved undersøgelser fandt man dog ud af, at dette fysisk ikke kunne finde sted. Det viser sig nemlig, at når der sendes partikler gennem dette vakuum, bliver de påvirket. Ligesom hvis lys sendes gennem et rum af vand og forvrænges, blev disse partikler påvirket af noget omkringliggende.
Den faktor der her indvirker, er en form for felt der giver andre partikler masse. Dette felt kaldes higgs-feltet.
I dag definerer man derfor vakuum, som værende et rum med ingen energi og samtidig et tilstedeværende felt kaldet Higgs-feltet.

## Higgs-feltet
Denne nye definition af vakuum som et partikeltomt rum med et baggrundsfelt er knyttet til definitionen af Higgs-feltet. Higgs-feltet består af Higgs-bosoner på samme måde som vand består af vandmolekyler. Det antages, at Higgs-feltet blev udbredt i universet en milliardtedel af et sekund efter Big Bang. Higgs-feltet har størrelse men derimod ingen retning. Uden Higgs-feltet ville elementarpartiklerne være masseløse. Higgs-feltet medfører således, at elementarpartiklerne får masse ved vekselvirkninger med feltet.

## Ingen masse uden Higgs-bosonen
Higgs-bosson er vital for forståelsen af universet ved brug af standardmodellen. Standardmodellen har tidligere lidt af den mangel, at partiklers masse ikke har kunnet forklares. Når partikler har masse, er det, fordi de interagerer med Higgs-feltet. Jo mere en partikel vekselvirker med Higgs-feltet, desto større vil partiklens masse være. Higgs-bosonen er vigtig, da den er en indikator for eksistensen af Higgs-feltet. Hvis Higgs-feltet eksisterer, kan massen forklares.-83927 (Webside ikke længere tilgængelig).
Analogi: Higgs-feltet kan ses som et lokale fyldt med mennesker. Andre partikler anses som personer, der bevæger sig frem og tilbage i dette lokale (bevægelsen ses som partiklens impuls). Vekselvirkningen kan forklares med, at nogle personer er mere populære end andre. Afhængigt af populariteten vil de mennesker, der bevæger sig i lokalet, blive kontaktet, og populære personer vil således vekselvirke mere og herved bevæge sig langsommere igennem lokalet.
Mere fysisk kan det forklares med impuls/energi-relationen:
{\displaystyle {E}^{2}={(m{c}^{2})}^{2}+{p}^{2}{c}^{2}}
Hvis massen isoleres
{\displaystyle {E}^{2}-{p}^{2}{c}^{2}={(m{c}^{2})}^{2}}
kan det ses, at når impulsen stiger, vil massen falde.

## Hvorfor er Higgs-partiklen så interessant?
Alle atomer er opbygget af mindre partikler kaldet elementarpartikler, der er universets mindste bestanddele. Standardmodellen er en teori der beskriver elementarpartiklernes opførsel utrolig præcist. Der var dog indtil for nylig et væsentlig problem med standardmodellen. Modellen forklarede nemlig ikke hvordan elementarpartiklerne fik deres masse. Den manglende brik i puslespillet var Higgs-partiklen, der giver masse til elementarpartiklerne. Hvordan den gør det, vil blive beskrevet senere. Elementarpartiklerne har meget forskellige masser, der kan ses i GeV/c^2 (Gigaelektronvolt) i oversigten over standardmodellens elementarpartikler.

## Forskere ønskede at massen af Higgs-partiklen skulle være 130 GeV/c^2
Forskerne håbede på at massen af Higgs-partiklen var på omkring 130 GeV/c^2, da dette ville kunne beskrive universets højeste energier og helt tilbage til det tidligste univers. Man har dog fundet Higgs-partiklen med en masse på 125 GeV/c^2.
Francois Englert og Peter Higgs fik den 8. oktober 2013 Nobelprisen i fysik for deres banebrydende arbejde.- Nu er der kommet en "populær" information fra Nobelprize.org